# Borrichia
Borrichia là một chi thực vật có hoa trong họ Cúc (Asteraceae).

## Loài
Chi Borrichia gồm các loài: